# Кіпрський конфлікт

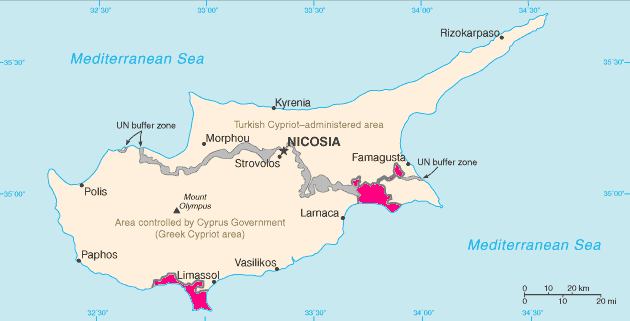
Поділ Кіпру на південну та північну частину буферною зоною ООН, рожевим виділено Британські військові бази Акротирі і Декелія

Кіпрський конфлікт, або Кіпрська суперечка — територіальний конфлікт між греко-кіпріотами та турко-кіпріотами щодо острова Кіпр, що тепер фактично є острівною державою Середземного моря.
З моменту прибуття військового контингенту Великої Британії на острів Кіпрська суперечка була визначена як «конфлікт між народами Кіпру та Великої Британії як колоніальних правителів». Проте нині в розв'язуванні цієї проблеми беруть участь Туреччина, Греція, Велика Британія, США, Організація Об'єднаних Націй, і останнім часом Європейський Союз.

## Історичне тло
Протягом кількох століть Кіпр, як і більшість островів Егейського та сходу Середземного моря, був частиною Османської імперії. Але починаючи з кінця 19 століття, у зв'язку з загальним занепадом османської держави, розпочався процес втрати турецького суверенітету над регіонами імперії: 1862 — Іонічні острови, 1881 — Фессалія, 1898 — острів Крит, 1912 — острів Родос, 1913 — Македонія та інші.
Після повалення османської влади деякі провінції переходили під владу інших країн (наприклад, окупація Родосу італійцями у 1912—1947), але в більшості випадків відбувався енозіс — приєднання регіонів з домінуючи грецьким населенням до Греції.
Кіпр не лишився в стороні від цього процесу, починаючи з 1878 року він фактично керувався британською адміністрацією, а з початком Першої світової війни був анексований Великою Британією.
У 1915 році британський уряд пропонував передати Греції суверенітет над Кіпром в обмін на вступ у війну на боці Антанти, але грецький король Костянтин I відмовився від пропозиції і Кіпр лишився під британською владою. Турецька республіка визнала британський суверенітет над Кіпром у 1923 році.

## Передумови конфлікту
Незважаючи на століття османського панування більшість населення острова складали етнічні греки. За результатами перепису населення 1946 року їхня частка в населенні острова складала 78 %. Турки кіпріоти, за даним цього ж перепису, становили лише 18 % населення Кіпру, представники інших народів — 4 %.
Політичною метою греків-кіпріотів був енозіс — політичне приєднання острова до Греції за прикладом острова Крит чи Родос. Але Британія не поспішала надавати незалежність острову, навпаки з 1925 року був закріплений його колоніальний статус — він став коронною колонією. Отже, першим кроком до енозісу, з погляду греків-кіпріотів, мало стати здобуття незалежності від Великої Британії.
Крім британців, категорично проти енозісу були налаштовані турки-кіпріоти. Історія турецько-грецьких відносин наповнена численними прикладами взаємних етнічних чисток та масових депортацій. Наймасштабніший та найвідоміший випадок — греко-турецький обмін населенням, коли понад 500 000 турків було примусово переселено до Туреччини, а звідти депортовано 1 500 000 греків.
На світосприйняття турків-кіпріотів найбільше вплинула історія турецького населення острова Крит. До енозісу з Грецією у 1898 вони складали 26 % населення острова, але вже за два роки, у 1900 їхня частка скоротилась вдвічі, до 11 %. А після обміну населенням 1923 року все турецьке населення острова Крит було депортовано.
Тому турки-кіпріоти надавали перевагу британському володарюванню, ніж боротьбі за незалежність Кіпру, оскільки чисельна перевага греків-кіпріотів за будь-якої демократичної процедури робила енозіс неминучим. В якості компромісного варіанту вони пропонували створення незалежної держави, де зможуть одночасно співіснувати дві спільноти — турецька та грецька, але він відкидався політичними колами греків-кіпріотів.
Причиною Кіпрського конфлікту стали протилежні політичні цілі двох громад, з яких складається населення острова. Греки-кіпріоти прагнули енозісу, турецька громада острову обстоювала таксим. Політична, а потім і збройна боротьба грецької громади за возз'єднання з Грецією і стала основним рушієм конфлікту.

## Боротьба за незалежність
Британська влада не реагувала на політичні вимоги греків-кіпріотів і тоді, для боротьби за незалежність грецькими націоналістами була створена «Національна організація звільнення Кіпру», яка у 1950-х роках почала збройні операції проти британської колоніальної адміністрації.
Для протидії грецьким партизанам британці активно залучали до лав колоніальної поліції турків-кіпріотів, проте і грецька, і турецька спільноти намагалися запобігти трансформації конфлікту в міжетнічний.

## Перші роки незалежності 1960—1964
Збройна боротьба за незалежність Кіпру закінчилася перемогою грецьких націоналістів. 1 жовтня 1960 року Кіпр здобув незалежність від Великої Британії. Британія залишала за собою дві військові бази, розташовані поблизу міст Акротирі і Декелія.
На момент здобуття незалежності греки-кіпріоти становили 78 % населення острова, турки-кіпріоти — 18 %, а решту — 4 % представники інших народів, зокрема вірмени, араби-мароніти та інші. Конституція новоствореної держави містила декілька запобіжних механізмів для захисту прав турецької меншини.
Виборча система давала туркам можливість отримати до 30 % місць у парламенті. Для ухвалення законопроєктів парламентом вистачало простої більшості голосів, але віце-президент Кіпру, що обирався турецької громадою, мав право ветувати будь-які рішення парламенту. І третій, але не останній, запобіжник — Верховний Суд, який мав складатися з одного представника грецької громади, одного представника турецької громади і головного судді з нейтральної країни. Створена конституційна система викликала невдоволення в грецькій громаді острова, оскільки турецька меншина блокувала будь-які спроби до енозісу.
Тому вже на початку 1963, перший президент Кіпру архієпископ Макаріос III запропонував 13 поправок до конституції, які мали на меті скасування запобіжних механізмів — зокрема права вето для турецького віце-президента Кіпра. Турецька сторона подала позов у Верховний суд та виграла його — 23 квітня 1963 суд ухвалив рішення, що 13 поправок є антиконституційними. Попри це рішення 30 листопада 1963 року архієпископ Макаріос III увів у дію зміни до конституції.
На знак протесту частина представники турецької меншини покинули посади у органах влади, робота ж тих посадовців, що лишились, часто блокувалась представниками грецької адміністрації.

## Криза 1963—1964
За кілька тижнів, 21 грудня 1963 під час затримання підозрюваних поліцейські греки-кіпріоти застрелили двох турків кіпріотів. З цього почалися міжетнічні сутички, що отримали назву «Криваве Різдво 1963». Аби зупинити міжетнічний конфлікт 27 грудня 1963 на острів були введені миротворчі підрозділи трьох країн: Великої Британії, Греції та Туреччини.
Під час Кривавого Різдва загинуло 364 турецьких кіпріотів та 174 грецьких. Рятуючи себе більш як 25 000 турків були змушені покинули 104 населених пунктів, в яких вони проживали. Без домівок лишилось понад 1200 греків та 500 вірмен.
Внаслідок цих подій на острові була створена демаркаційна лінія під контролем військ ООН, на постійній основі розташувалися миротворці ООН, а представники турецької громади перестали брати участь у роботі владних структур республіки Кіпр, зосередившись на створенні власних муніципальних та інших органів самоуправління.

## Розгортання подій
У 1963 р. поступово наростаюча напруга вибухнула численними етнічними чистками з обох сторін. З метою спроби врегулювання ситуації вже 1964 р. на острові було розміщено миротворчий контингент ООН, який залишався на Кіпрі ще десять років.
Влітку 1974 року військова хунта «чорних полковників», що з 1967 року правила в Греції, здійснила на Кіпрі переворот. Турецька влада, вбачаючи в цьому небезпеку для турків Кіпру, ввела 30-тисячний військовий корпус і дуже швидко зайняла близько 35 % території острова. Грецька громада мала тікати на південь, насилля продовжувалось ще кілька місяців.
1975 року Кіпр був остаточно поділений на південну грецьку частину та північну — турецьку. Під контролем миротворців ООН було здійснено взаємне переселення греко-кіпріотів та турко-кіпріотів. Сторони конфлікту були поділені так званою, «зеленою лінією» — буферною зоною ООН. Країна була пронизана кордоном, що створив фізичний та соціальний бар'єр між грецькою та турецькою громадами.
1983 р. північна турецька громада проголосила себе Турецькою Республікою Північного Кіпру, цей акт був засуджений у резолюції Ради Безпеки ООН та визнаний юридично недійсним, і досі новостворену державу визнала тільки Туреччина.
На початку 21 ст. за ініціативою ООН було здійснено спробу врешті врегулювати Кіпрську проблему. 24 квітня 2004 р. було проведено референдум, на якому 75 % греків висловились проти і 65 % турецької громади підтримали об'єднання країни відповідно до Плану Аннана.
Того ж 2004 року Кіпр став членом Євросоюзу, проте де-факто до нього приєдналась лише південна грецька частина острова. 2005 р. Єврокомісія у ході переговорів щодо вступу Туреччини до Євросоюзу вимагала від останньої визнання суверенітету Республіки Кіпр.

## Сучасний етап
У 2008 році на президентських виборах Кіпру переміг Деметріс Христофіас, який ще у ході передвиборчої кампанії обіцяв негайно відновити переговори про возз'єднання. 21 березня 2008 року у буферній зоні столиці Кіпру місті Нікосія були проведені переговори з лідером кіпріотів-турків Мехмет Алі Талатом. 3 квітня 2008 на вулиці Ледра Нікосії були зняті бар'єри, встановлені тут ще 1960 року в присутності численної як грецької, так і турецької громади.
Пізніше протягом весни — літа 2008 року було проведено низку узгоджувальних переговорів, вже на 1 червня була підготовлена принципова концепція впровадження єдиного громадянства та забезпечення єдиного суверенітету Республіки Кіпр. У вересні президент Крістофіас закликав до демілітаризації Нікосії. Власне, впродовж осені — зими 2008 року узгоджувались федеральні органи правління. Підготований план возз'єднання планується винести на референдум обох громад.
2011 року виникла суперечка між Кіпром та Туреччиною через плани Республіки Кіпр розробляти нещодавно відкриті родовища вуглеводнів у своїй виключній економічній зоні. Водночас Туреччина намагалася перешкодити розробці, визнаючи тільки самопроголошену Республіку Північного Кіпру і погрожуючи розв'язанням військового конфлікту.